# Драммонд (Вісконсин)
Драммонд (англ. Drummond) — місто (англ. town) в США, в окрузі Бейфілд штату Вісконсин. Населення — 544 особи (2020).

## Демографія
Згідно з переписом 2010 року, у місті мешкали 463 особи в 224 домогосподарствах у складі 138 родин. Було 693 помешкання
Расовий склад населення:
| - 99,6 % — білих |

До двох чи більше рас належало 0,4 %. Частка іспаномовних становила 0,4 % від усіх жителів.
За віковим діапазоном населення розподілялося таким чином: 18,1 % — особи молодші 18 років, 59,0 % — особи у віці 18—64 років, 22,9 % — особи у віці 65 років та старші. Медіана віку мешканця становила 52,8 року. На 100 осіб жіночої статі у місті припадало 109,5 чоловіків;  на 100 жінок у віці від 18 років та старших — 106,0 чоловіків також старших 18 років.
Середній дохід на одне домашнє господарство  становив 60 742 долари США (медіана — 41 250), а середній дохід на одну сім'ю — 77 611 долар (медіана — 48 393). Медіана доходів становила 49 286 доларів для чоловіків та 28 750 доларів для жінок. За межею бідності перебувало 10,6 % осіб, у тому числі 0,0 % дітей у віці до 18 років та 7,1 % осіб у віці 65 років та старших.
Цивільне працевлаштоване населення становило 192 особи. Основні галузі зайнятості: освіта, охорона здоров'я та соціальна допомога — 19,8 %, будівництво — 15,1 %, мистецтво, розваги та відпочинок — 14,6 %.